# آدام ریپون
آدام ریپون (انگلیسی: Adam Rippon؛ زادهٔ ۱۱ نوامبر ۱۹۸۹) اسکیت‌باز نمایشی، و طراح رقص اهل ایالات متحده آمریکا است. وی قهرمان مسابقات ملی ۲۰۱۶ آمریکاست و در بازی‌های المپیک زمستانی ۲۰۱۸ در شهرستان پیونگ‌چانگ کره جنوبی نماینده ایالات متحده آمریکا بود.او اولین مرد همجنسگرایی هست که برای بازی‌های المپیک زمستانی انتخاب شده‌است.